# Муромачи
Муромачи (на японски: 室町時代), наричан също Ашикага, е период от японската история, датиращ от 1336 до 1573 г. Той бележи управлението на шогуната Муромачи, който е официално основан през 1338 г. от шогуна Ашикага Такауджи две години след кратката Реставрация Кенму (1333 – 1336), възвърнала властта на императора. За край на периода се счита 1573 г., когато 15-ият и последен шогун от династията, Ашикага Йошиаки, бива изтласкан от Ода Нобунага от столицата Киото.
Ранните години на периода, от 1336 до 1392 г., са познати под името Нанбоку-чо (букв. „Северен и Южен двор“). Този подпериод е белязан от продължителната съпротива на поддръжниците на император Го-Дайго, който е и инициатор на Реставрацията Кенму. Годините от 1465 г. до края на периода Муромачи са познати под името Сенгоку (букв. „Воюващи държави“). Най-успешен от Ашикага владетелите се оказва третият шогун, Йошимицу, който успява да елиминира съперниците си и да установи дългогодишно разделение сред императорската власт. Това води до период на стабилност, продължил няколко десетилетия. Последвалата вътрешна борба за власт, обаче, води до Ониновата война (1467 – 1477) и век на военни конфликти.
Въпреки политическите безредици, периодът Муромачи се радва на голям културен напредък, особено под въздействието на дзен будизма. Уникалните японски изкуства на чаените церемонии, подреждането на цветя и но драмата се развиват по това време, а сунският стил на рисуване с мастило (суми) процъфтява. В архитектурата започват да се ценят простотата и строгостта. В Киото е построен Златният павилион като място за отдих на шогуна.